# Тило, Альвин Курт Теодор
Курт Микколайт (нем. Kurt Mickoleit, более известный как Альвин Курт Теодор Тило нем. A. K. T. Tielo; 11 августа 1874, Тильзит — 23 августа 1911, Берлин) — немецкий писатель и поэт.

## Жизнь
Родился в восточно-прусском городе Тильзите. Учился в Кёнигсбергском университете. Там же получил ученое звание доктора филологии. При написании своей книги о графе Штрахвице он прибегал к советам Теодора Фонтане. Своё первое стихотворение «о Фонтане» он написал в 1899 году в «Мюнхенской газете». Кёнигсбергский Гёте-союз поддерживал его в начале XX века. Миколайт умер в возрасте 37 лет.